# Władimir Piekar
Władimir Izrailewicz Piekar (ros. Владимир Израилевич Пекарь; ur. 7 lutego 1927, zm. 27 maja 1990) – radziecki reżyser filmowy oraz animator. Zasłużony Działacz Sztuk RFSRR.

## Życiorys
Od 1942 roku w studiu Sojuzmultfilm. W latach 1943–47 pracował w Erywańskim Studiu Filmowym. Od 1947 roku animator w Sojuzmultfilm. Wstąpił do ekipy filmowej pod kierunkiem Nikołaja Fiodorowa. W 1960 roku zadebiutował jako reżyser (po raz pierwszy pracował we współpracy z Władimirem Popowem). Od 1975 roku pracował samodzielnie. Tworzył filmy rysunkowe. Współpracował z animatorką Tatjaną Koluszewą. Wielokrotnie wykładał na kursach dla animatorów w Sojuzmultfilm i Multtielefilm, a także na Wyższych Kursach Scenarzystów i Reżyserów (WKSR). Autor programów szkoleniowych dla animatorów. Członek ASIFA. Pochowany na Cmentarzu Dońskim w Moskwie.

## Filmografia

### Reżyseria
- 1971: Przygody młodych pionierów
- 1987: Mysz i wielbłąd

### Animator
- 1954: W leśnej gęstwinie
- 1954: Brudasy, strzeżcie się!
- 1955: Co to za ptak?
- 1955: Niecodzienny mecz
- 1957: Wilk i siedem kózek
- 1957: W pewnym królestwie
- 1959: Przygody Buratina
- 1966: Niepokoje kogucika
- 1966: Samyj, samyj, samyj, samyj